# جرمن‌تاون، شهرستان آن آروندل، مریلند
جرمن‌تاون (به انگلیسی: Germantown) یک منطقهٔ مسکونی در ایالات متحده آمریکا است که در شهرستان آنا آروندل، مریلند واقع شده‌است.